# 宮本純乃介
宮本 純乃介（みやもと じゅんのすけ、1982年10月3日（42歳） - ）は、日本の音楽プロデューサー、アニメプロデューサー。
キングレコード株式会社代表取締役副社長、同社内レーベルのEVIL LINE RECORDS及びHEROIC LINEのレーベルヘッド、EVIL LINE RECORDSから派生したIP開発・運用会社となる株式会社Dazed代表取締役社長。
千葉県八千代市出身。

## 略歴
大学卒業後の2005年にキングレコード株式会社に入社。企画営業部からアニメ音楽を制作するスターチャイルドレコードに配属されると、2010年よりももいろクローバー（現 ももいろクローバーZ）の音楽プロデュースを担当。
2014年4月2日、キングレコード内の新レーベル「EVIL LINE RECORDS」（イーブルラインレコード）を設立し、レーベルヘッドに就任。
2017年に立ち上げた音楽原作キャラクターラッププロジェクト『ヒプノシスマイク-Division Rap Battle-』では、ゼネラルプロデューサー兼チーフディレクターを務める。
2020年、EVIL LINE RECORDSから派生したIP開発・運用会社として「株式会社Dazed」を設立し、代表取締役社長に就任。
2022年、キングレコード株式会社取締役就任。
2023年4月2日、EVIL LINE RECORDSの兄弟レーベルとして、次世代アーティストの発掘・育成に主眼を置いた「HEROIC LINE」（ヒロイックライン）を設立し、レーベルヘッドに就任。
2024年6月、キングレコード株式会社常務取締役（新事業統括）に昇任。
2025年6月、キングレコード株式会社代表取締役副社長に昇任。

## 担当アーティスト
※ すでに担当を終了したアーティストも含む。
- ももいろクローバーZ（旧 ももいろクローバー）
- ヒプノシスマイク-Division Rap Battle-
- カリスマ（超人的シェアハウスストーリー『カリスマ』）
- Aice5
- イヤホンズ
- 清竜人
- 月蝕會議
- サイプレス上野とロベルト吉野
- TeddyLoid
- 特撮
- どついたるねん
- ドレスコーズ
- FNCY
- ロッカジャポニカ
- B.O.L.T
- 後藤まりこ
- 宇宙人
- MEG
- ODDLORE

## 製作・制作参加作品

### アニメーション
- さよなら絶望先生（2007年、アシスタントプロデューサー）
- 俗・さよなら絶望先生（2008年、アシスタントプロデューサー、大月Pの声）
- さよなら絶望先生 序〜俗・絶望少女撰集〜（2008年、アシスタントプロデューサー、糸色大の声）
- とらドラ!（2008年、音楽制作担当）
- 夏のあらし!（2009年、プロデューサー）
- 懺・さよなら絶望先生（2009年、プロデューサー）
- ドラゴンクライシス!（2011年、音楽プロデューサー）
- 電波女と青春男（2011年、プロデューサー）
- かってに改蔵（2011年、プロデューサー）
- 輪るピングドラム（2011年、音楽プロデューサー）
- じょしらく（2012年、プロデューサー）
- 美少女戦士セーラームーンCrystal 第1期（ダーク・キングダム編）・第2期（ブラック・ムーン編）（2014年 - 2015年、音楽プロデューサー）
- それが声優!（2015年、プロデューサー）
- GANTZ:O（2016年）
- 美少女戦士セーラームーンCrystal 第3期（デス・バスターズ編） （2016年、音楽プロデューサー）
- 『ヒプノシスマイク -Division Rap Battle-』Rhyme Anima（2020年、ゼネラルプロデューサー兼チーフディレクター）
- 『カリスマ』（2021年、ゼネラルプロデューサー兼チーフディレクター）[8]

### 実写映画
- ヌイグルマーZ（2014年）

### バラエティ番組
- 竹山ロックンロール（2014年-2015年）

### ミュージカル
- 美少女戦士セーラームーン『-La Reconquista-』（2013年）
- 美少女戦士セーラームーン『-Petite Étrangère-』（2014年）
- 美少女戦士セーラームーン『-Un Nouveau Voyage-』（2015年）
- 美少女戦士セーラームーン『-Amour Eternal-』（2016年）
- 美少女戦士セーラームーン『-Le Mouvement Final-』（2017年）
- 『ヒプノシスマイク -Division Rap Battle-』Rule the Stage -track.1-（2019年）
- 『ヒプノシスマイク -Division Rap Battle-』Rule the Stage -track.2-（2020年）
- 『ヒプノシスマイク -Division Rap Battle-』Rule the Stage -track.3-（2020年）
- 『ヒプノシスマイク -Division Rap Battle-』Rule the Stage -track.4-（2021年）
- 『ヒプノシスマイク -Division Rap Battle-』Rule the Stage –Battle of Pride -（2021年）

### ゲーム
- スマートフォン向けアプリゲーム『ヒプノシスマイク -Alternative Rap Battle-』（2020年）